# Unión Deportiva Mahón
La Unión Deportiva Mahón es un club de fútbol español, de la ciudad de Mahón (Baleares) Fue fundado como Unión Sportiva Mahón en 1922, fruto de la fusión de los clubes locales Mahonés Foot-ball Club y Seislán Foot-ball Club. A su vez, en 1974 se fusionó con el Club Deportivo Menorca para crear el Club de Fútbol Sporting Mahonés, aunque la UD Mahón denunció poco después la fusión por incumplimiento de sus cláusulas. Tras un largo pleito con las autoridades deportivas, en 2001 recuperó el equipo sénior.
Fue el primer equipo balear en disputar una competición oficial de ámbito nacional, la Copa del Rey 1928, y el primer club menorquín que participó en categoría nacional de la liga española. Actualmente milita en la Regional Preferente de Menorca.

## Historia
Las raíces del fútbol en Mahón se remontan al 16 de junio de 1907, con la constitución del Club Mahonés de Foot-ball al albergo de la sección de deportes y excursiones del Ateneo Científico, Literario y Artístico de Mahón, entidad que venía participando en encuentros futbolísticos desde hacía un año. En 1908 fue campeón de Menorca; en 1909 revalidó el título y, además, ganó contra el Veloz Sport la primera edición campeonato de Baleares, no reconocido oficialmente por ser previo a la constitución de la Federación de fútbol balear.
En 1916 el Club Mahonés de Foot-ball cambió su nombre a Mahón Foot-ball Club del Ateneo. Ese mismo año, proclamado de nuevo campeón de Menorca, se desplazó a Palma de Mallorca para jugar la final balear contra el Veloz Sport, pero finalmente se negó a disputarla alegando que el equipo local se había reforzado con jugadores foráneos. Al margen del oficioso campeonato menorquín, que se disputaba muy irregularmente, el Mahón FC jugaba asiduamente partidos amistosos contra las tripulaciones de los barcos extranjeros anclados en el puerto y con los otros equipos locales que progresivamente iban florenciendo. Entre los nuevos clubes que surgen en Mahón destacan el Seislán Foot-ball Club, fundado en 1917, y el Menorca Foot-ball Club, que empezó a andar un año después. En 1921 los socios del Mahón FC se independizaron del Ateneo, cambiando de nombre a Mahonés Foot-ball Club.
En septiembre de 1922, con motivo de la Fiestas de Gràcia el Ayuntamiento de Mahón patrocinó un torneo futbolístico, del que resultaron ganadores el Mahonés FC en categoría absoluta y el Seislán FC en la infantil. A raíz de este éxito, los vencedores se plantearon unir sus fuerzas en un equipo conjunto. Tras varias reuniones entre representantes de ambas entidades en el Café Bombilla, junto al Portal de San Roque, el 17 de noviembre de 1922, en el Café Pineda de la Explanada, tuvo lugar la asamblea constitucional de la nueva sociedad, bautizada como Unión Sportiva Mahón. Ramón Bustamante fue designado como primer presidente.
En 1923 se creó el Comité Provincial Balear —precedente de la Federación Balear— adscrito a la Federación Catalana de Fútbol y empezó a disputarse regularmente un campeonato regional en las islas. En la edición de 1924 la Unión Sportiva, como campeón de Menorca, jugó la final balear contra el Alfonso XIII de Palma, que se impuso por 4-1 y 1-1. En 1926 los unionistas se cobraron la revancha y ganaron el título frente a los mallorquines. Al año siguiente los gualdiazules repitieron como campeones, en una nueva final contra el Alfonso XIII.
En septiembre de 1927 la Federación de Baleares ingresó como miembro de pleno derecho en la Real Federación Española de Fútbol y la temporada 1927/28 organizó el primer campeonato regional de las islas con carácter oficial. La Unión Sportiva, tras proclamarse campeón de Menorca en la primera fase del torneo, superó las semifinales gracias a la retirada de su rival, el CD Constancia. En la final los mahoneses se impusieron por 1-0 al campeón mallorquín, el Baleares FC, conquistando su primer título oficial. El equipo campeón estuvo formado por Javier; D. Borrás, F. Borrás; F. Sintes, Caldes, Busutil; Moro, Nicolás, Darwin, Sintes I y Sintes II. Darwin fue el autor del único gol del encuentro.
Como campeón regional, la Unión Sportiva obtuvo la clasificación para el Campeonato de España, convirtiéndose en el primer equipo balear en participar en la Copa del Rey. Disputó la eliminatoria preliminar contra el subcampeón de Cataluña, el CD Europa, que le goleó por 8-2.
La temporada 1928/29 Unión Sportiva de Mahón y Alfonso XIII de Palma se reencontraron en la final regional, pero en esta ocasión los alfonsinos lograron el título con una clara victoria por 5-1. Esta fue la última temporada en la élite del equipo mahonés antes de la Guerra Civil, ya que a causa de las dificultades estructurales del fútbol local, a partir de la temporada 1929/30 el grupo menorquín quedó excluido de la máxima categoría del campeonato balear.
Tras la Guerra Civil Española y con el inicio de la dictadura franquista la Unión, considerada afín a los republicanos, fue depurada por las autoridades deportivas del Régimen. En 1941 todos los clubes fueron obligados a españolizar sus denominaciones, por lo que la Unión Sportiva cambió su nombre a Unión Deportiva de Mahón.
La temporada 1950/51 fue campeón de la primera categoría regional de Baleares, superando en la final a la UD Poblense y disputó la promoción a Tercera División, por entonces tercer nivel de la liga española. Beneficiado por la retirada de algunos equipos, la UD Mahón se convirtió en el primer club menorquín en ascender a categoría nacional. 
En sus tres primeras temporadas en Tercera División estuvo encuadrado en el grupo 3, con los equipos catalanes, levantinos, aragoneses y el resto de conjuntos baleares. A partir de 1954 se amplió y reestructuró la categoría, creándose un grupo exclusivo para seis clubes menorquines. La temporada 1954/55 se proclamó, por vez primera, campeón de Tercera División y disputó la promoción de ascenso a Segunda División, un éxito sin precedentes para un club menorquín. En los años siguientes logró otros cuatro campeonatos de Tercera División, destacando la temporada 1966/67, que finalizó como único equipo español invicto en categoría nacional. En todas las ocasiones disputó sendas promociones de ascenso a Segunda División, siempre sin éxito. La temporada 1967/68 fue subcampeón de su grupo de Tercera División, disputando por última vez, hasta la fecha, la fase de ascenso Segunda. Tras superar dos eliminatorias, los gualdiazules se quedaron a la puertas de la categoría de plata, perdiendo en el partido decisivo por 4-1 contra el Real Burgos, a pesar de haber ganado por 2-1 en el partido de ida en Mahón.
Los continuos desplazamientos para jugar en la Península lastraron la economía de la UD Mahón. La temporada 1969/70 perdió la categoría, poniendo fin a 20 campañas consecutivas en Tercera División. En 1973 logró el ascenso, pero el regreso a Tercera División fue efímero y solo duró una temporada. Le acompañó en el descenso su histórico rival local, el CD Menorca, dejando a la isla sin representantes en categoría nacional.
Con esta situación y ambos clubes inmersos en graves problemas económicos, la prensa local promovió la fusión de los dos clubes para aunar fuerzas, campaña que fue apoyada por gran parte de la masa social de ambas entidades y por el propio Ayuntamiento. El 4 de julio la asamblea del CD Menorca votó a favor de la fusión y un día más tarde los socios del UD Mahón hicieron lo propio, aunque condicionando la unificación al cumplimiento de varias cláusulas. La fusión de los eternos rivales se formalizó el 17 de julio, con la constitución en el Ayuntamiento del Club de Fútbol Sporting Mahonés.
Sin embargo, tres meses después varios socios de la Unión denunciaron el incumplimiento de las cláusulas acordadas. Su intento por continuar la actividad con el nombre histórico de UD Mahón topó, no obstante, con la oposición de la federación balear. El organismo consideraba los derechos habían sido cedidos al Sporting Mahonés, impidiendo al UD Mahón competir en categoría sénior en la liga española. Se inició entonces un largo proceso judicial; paralelamente, para poder competir en categoría sénior, el 27 de junio de 1975 los unionistas fundaron un nuevo club, la Unión Deportiva Seislán —recuperando un nombre histórico— inicialmente inscrito como club de baloncesto para sortear las restricciones de la Federación de Fútbol de Baleares. 
La temporada 1975/76 la UD Seislán empezó a competir en el campeonato de aficionados, proclamándose campeón de Menorca y subcampeón de Baleares. Ante la prohibición federativa inicial a usar los tradicionales colores gualdiazules de la UD Mahón, vistió camiseta blanca y pantalón negro, hasta la temporada 1978/79. En 1980 logró por primera vez el ascenso a Tercera División —por entonces ya convertida en cuarto nivel nacional— aunque solo se mantuvo una temporada. 
Autorizado a participar en el campeonato de aficionados de Menorca, en 1984 la UD Mahón recuperó temporalmente su primer equipo para competir en esta categoría. Fue un paréntesis de tres temporadas, en las que el primer equipo del UD Seislán permaneció inactivo. En 1987 el UD Seislán volvió a la competición en Regional Preferente, proclamándose campeón las temporadas 1988/89 y 1989/90. En la fase de promoción de esa segunda campaña logró un nuevo ascenso a la Tercera División, donde encadenó dos temporadas consecutivas. Luego el equipo se estancó durante una década en Regional Preferente.
Tras una larga batalla legal, en 2001 los juzgados dieron la razón a la Unión Deportiva Mahón, autorizándole a competir a todos los niveles con su nombre y símbolos tradicionales. El primer equipo entró en competición la temporada 2001/02, tomando la plaza en Preferente de la UD Seislán, que disolvió su equipo sénior, quedando únicamente activo en categorías inferiores. Desde su regreso a la competición la UD Mahón ha militado siempre en la división Regional Preferente de Menorca.

## Presidentes
| - Ramón Bustamante (1922-1927) - Juan Viale (1927-1930) - Antonio Cardona (1930-1940) - Poncio Jover (1940-1947) - Miguel Taltavull (1947-1951) - Antonio Lliteras (1951-1954) - Juan Viale (1954-1956) - Rafael Vidal (1956-1958) | - José Gardes (1960-1961) - Mario Gomila (1960-1962) - Bernardo Seguí (1962-1966) - José Martínez (1966-1967) - Antonio Orfila (1967-1970) - Gabriel Monjo (1970-1975) - Rafael Vidal (1975-1983) - Octavio Vidal (1983-1986) | - José Sastre (1986-2002) - Raimon Benosa (2002) - Francisco Carretero (en funciones, 2003) - Isabel Petrús (2003-2007) - Rafael Olives (2007-2012) - José Saavedra (2012-2020) - Bernardino Gelabert Petrus (2020-Actualidad) |

## Símbolos

### Himno
El primer himno del club data de 1923 y fue compuesto por Bartolomé Mir y Pons. El himno actual es obra del poeta Gumersind Riera (letra) y de Deseado Mercadal (música).

### Escudo
El escudo del club incluye la bandera de la hoy desaparecida provincia marítima de Mahón, las cuatro barras de la señera de las Islas Baleares y el castillo del escudo de Mahón.

## Uniforme

La bandera azul y amarilla de la antigua provincia marítima de Mahón forma parte del escudo de la Unión.

Desde su fundación la UD Mahón luce los colores azul y amarillo, que corresponden a la bandera de la hoy desaparecida provincia marítima de Mahón.
- Uniforme titular: Camiseta azul con raya ancha amarilla en el centro, pantalón negro y medias azules con vuelta amarilla.
- Uniforme alternativo: Camiseta verde, pantalón negro y medias azules con vuelta amarilla.

## Estadio

### Campo de San Carlos
La Unión Deportiva Mahón és el único club de Menorca con estadio propio: el Campo de San Carlos, ubicado en la calle homónima de Mahón. El estadio tiene capacidad para 1.400 espectadores y el terreno de juego, de césped artificial, tiene unas dimensiones de 100x62 metros.
Fue construido en 1924, tras adquirir el club unos terrenos conocidos como «la Sínia d'en Frare»; la inauguración tuvo lugar el 24 de agosto de ese año, con un partido entre los locales y el Zamora FC de Ciudadela que terminó 4-2. En los años sucesivos el recinto ha sufrido varias remodelaciones, destacando la construcción de la tribuna cubierta, en 1965. En 2004 se instaló el césped artificial. Entre 2008 y 2009 se llevaron a cabo varias mejoras, como la construcción de nuevos vestuarios o la instalación de torres de iluminación.

### Estadios anteriores
En los dos años previos a la construcción de San Carlos la Unión jugó sus partidos en la Explanada de Mahón y en el Campo del Concurso Hípico, a pesar de sus deficientes condiciones para la práctica del fútbol, por sus dimensiones reducidas y el desnivel del terreno. Este campo fue inaugurado en agosto de 1923 con un partido en la Unión Sportiva y el FC Barcelona, que ganaron los locales por 2-1.

## Datos del club

### Estadísticas en la Liga española
- Temporadas en 1.ª: 0
- Temporadas en 2.ª: 0
- Temporadas en 2.ªB: 0
- Temporadas en 3.ª: 20 (+3 como UD Seislán)
- Mejor clasificación histórica en la Liga: 1.º en Tercera División de España (1954-55, 1955-56, 1962-63, 1965-66 y 1966-67)

### Estadísticas en Copa del Rey/Copa del Generalísimo
- Participaciones: 3
- Mejor clasificación: 4.ª eliminatoria (Temporada 1969-70)

## Entrenadores

### Cronología de los entrenadores
Entrenadores del primer equipo de la UD Mahón desde 1949 hasta la actualidad, excluyendo los períodos (1975-1984 y 1987-2001) en los que el club no compitió con equipo sénior propio y lo hizo de facto mediante la UD Seislán.
| - Antonio Riudavets (1949-1950) - Antonio Segui (1950–1951) - Miguel Borras (1951–1952) - José Planas (1952–1953) - Rafael Vidal (1953–1954) - Rafael Barroso (1954–1955) - José Valero (1955–1959) - José Valle (1959-1965) - Martín Vences (1965-1967) - Juan García Balado (1967-1968) - Felipe Mesones (1968-1970) - Antonio Petrus, Acisclo Domínguez y Ramón Finestres (1970) - Antonio Petrus (1970-1971) - A. Vera (1971-1972) | - Antonio Tudurí (1973) - Gerardo Gatell (1973-1974) - Dani San Anastasio (1984-1987) - Saturnino Martínez (1987) - Santi Medina (2001-2002) - Pedro Galdona (2002-2003) - Nando Andreu (2003-2004) - Jesús Carretero (2004-2005) - Manolo Muñoz (2005-2007) - Bartolomé 'Tolo' Petrus (2007-2009) - Elías Noval (2009-2011) - Lito Alzina (2011-2012) - Joan Melià (2011-2015) - Juan Romero (2015-2023) - Pere Vadell (2023-actualidad) |

## Rivalidades
La UD Mahón mantiene una histórica rivalidad local con el Club Deportivo Menorca. El primer duelo documentado entre ambos se remontan al oficioso campeonato de Menorca de 1923, con victoria unionista por 4-1. Esta pugna deportiva alcanzó sus cotas más altas en los años 1950 y 1960, cuando ambos clubes coincidieron en el mismo grupo de Tercera División y competían por lograr la supremacía del fútbol balear. Con la fusión de 1974 y la pérdida de los respectivos primeros equipos, la encarnizada rivalidad local se ha ido diluyendo.

## Fútbol base y filiales
El mayor éxito del fútbol base de la entidad fue la conquista del campeonato juvenil de Baleares, la temporada 1957-58. Este título le permitió disputar el Campeonato Juvenil de España, donde alcanzó la segunda eliminatoria. Entre los jugadores más destacados de esta hornada figuraba José Sánchez, "Boy", que fue internacional por España y jugador de Primera División.

### Unión Deportiva Seislán
La Unión Deportiva Seislán es el filial del Unión Deportiva Mahón. Aunque son legalmente sociedades distintas, ambos clubes comparten colores, escudo, sede social y estadio. 
Los estatutos del UD Seislán fueron aprobados por la Delegación Nacional de Educación Física y Deportes el 10 de enero de 1975. Entre 1975 y 2001 actuó de facto como el primer equipo del UD Mahón, al que la Federación de Baleares no permitía competir en categoría sénior. Durante este período el UD Seislán llegó a jugar tres temporadas en Tercera División. La temporada 2001/02, con la vuelta a la competición del equipo sénior de la Unión, el UD Seislán pasó únicamente a gestionar equipos de fútbol base. En la actualidad tiene federados desde equipos pre-benjamines hasta cadetes.

## Otras secciones
A lo largo de la historia el club ha tenido varias secciones que actualmente están desaparecidas: baloncesto (masculino y femenino), atletismo, ajedrez y, más recientemente, fútbol sala femenino.

### Sección de patinaje artístico sobre ruedas
Por iniciativa de la Peña Unionista, en 1958 la Unión Deportiva Mahón creó su Escuela de Patinaje Artístico, contando con una pista propia anexa al campo de fútbol. La sección entró en declive en los años 1980 y quedó inactiva en 1994; pero fue reconstituida en 2005 bajo la dirección y el impulso de Mary Mier.

## Palmarés

### Títulos nacionales
- Tercera División (5): 1955, 1956, 1963, 1966 y 1967